# 甲田町 (彦根市)
甲田町（こうたちょう）は滋賀県彦根市の町名。郵便番号は522-0012。

## 歴史
1889年（明治22年）に下矢倉、甲田、古西法寺、宮田、中山、荘厳寺、仏生寺、武奈、男鬼、小野、原の各村が合併して坂田郡鳥居本村になる。1952年（昭和27年）に彦根市に編入、甲田町となる。

## 経済

### 産業
店・企業
- サンテクノス（精密プラスチック射出成形、シルク・パット印刷、自社開発商品製造・販売、準医療向け関連製品製造）[4]

## 地域

### 施設
宗教
- 天神社
- 光善寺（浄土真宗本願寺派） - 往古は天台宗に属したが、寛文2年真宗本願寺派に転宗、奥の坊と称していたのを光善寺と改称した[5]。

## 世帯数と人口
2021年（令和3年）9月30日現在の世帯数と人口は以下の通りである。
| 町丁   | 世帯数 | 人口  |
| ------ | ------ | ----- |
| 甲田町 | 51世帯 | 113人 |

## 小・中学校の学区
市立小・中学校に通う場合、学区は以下の通りとなる。
| 番地 | 小学校               | 中学校               |
| ---- | -------------------- | -------------------- |
| 全域 | 彦根市立鳥居本小学校 | 彦根市立鳥居本中学校 |

## 交通

### 鉄道
- ■近江鉄道本線
  - OR02 フジテック前駅

また、町内を東海道新幹線の線路が東西を通過している。

### 道路
- 国道8号

## 出身・ゆかりのある人物
- 秋元源彌（皮革商、近江屋）[7]